# Fortim de Caité
O Fortim de Caité, também grafado como Fortim do Caeté, localizava-se na ilha de Caité, altura de Bragança, no litoral do estado brasileiro do Pará.

## História
Após a conquista de São Luís do Maranhão, em novembro de 1615, por determinação do Capitão-mor da Conquista do Maranhão, Alexandre de Moura, o Capitão-mor da Capitania do Rio Grande do Norte, Francisco Caldeira de Castelo Branco, partiu daquela cidade para a conquista da boca do rio Amazonas, a 25 de dezembro de 1615, com o título de "Descobridor e Primeiro Conquistador do Rio das Amazonas" (BARRETTO, 1958:34-35).
Com três embarcações e cerca de duzentos homens, entre dezembro de 1615 e janeiro de 1616 fez escala na ilha de Caité, no litoral do Pará, erguendo este fortim. Certamente de faxina e terra, com alguma artilharia e pequena guarnição, destinava-se à observação daquele litoral.
A sua localização encontra-se referida no mapa de João Teixeira Albernaz, o Velho, "Descrição de todo o marítimo da Terra de Santa Cruz, vulgarmente chamado o Brasil" (1640) onde se indica a "Villa de Caité", uma "caza de Vigia" e um "forte". Na carta do neerlandês Johannes van Keulen de 1680, também se encontram assinaladas a "Villa de Caytá", o "Rio Cayta peru", o "Rio Fleman" e a "Fortalezo Pyrava". (OLIVEIRA, 1968:742)
BARRETTO (1958) comenta que nessa ilha, à sua época (1958), se achava instalado um farol (op. cit., p. 35).